# Daciërs

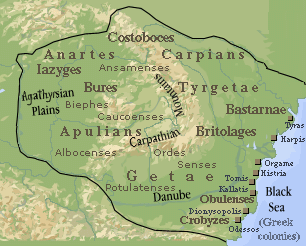
Leefgebied van de Daciërs

De Daciërs (Latijn: Daci, Roemeens: Daci, Grieks: Dákai) waren een Indo-Europees volk dat Dacië (huidig Roemenië) en delen van Moesia bewoonde. De eerste vermelding van het Dacische volk dateert uit de Romeinse tijd. De Daciërs bleken een tak van de Geten te zijn, dus waren ze ook een Thracisch volk. 
De Daciërs woonden vooral in Transsylvanië en het westen van Walachije. In Oost-Walachije en de Dobroedzja woonden de verwante Geten. In Moldavië leefden de eveneens verwante Karpen (naar wie de Karpaten zijn vernoemd), die aan onderwerping door de Romeinen ontsnapten.

## Bevolking
Het Dacische volk zou ca. 2.000.000 zielen hebben geteld. In die tijd was het normaal dat 1/10 van de totale bevolking in het leger zou zitten; men kan dus stellen dat het Dacische leger een omvang moet hebben gehad van 200.000 man.
Met deze getallen zou Dacië destijds het grootste inwonertal gehad hebben van Europa, op het Romeinse Rijk na.

## Na de verovering
In 106 werd Dacië veroverd door het Romeinse Rijk. Hierna liet Trajanus 150.000 Daciërs wegvoeren.
De overgebleven Daciërs vermengden zich na de verovering met de kolonisten en namen de Latijnse taal over. Hun nakomelingen zouden eeuwenlang meestal worden aangeduid met de naam Walachen, die hun door de Slaven werd gegeven. Pas sinds de 19e eeuw kreeg Dacië de huidige naam Roemenië.

### Roemenen
De vraag, of de huidige Roemenen inderdaad afstammen van de oude Daciërs, heeft aanleiding gegeven tot een fel dispuut tussen Roemeense en Hongaarse historici. De eersten nemen dit zonder meer aan; de tweeden betwisten dit standpunt. Een communis opinio over deze kwestie bestaat niet, maar de argumenten voor het Roemeense standpunt worden door buitenlandse historici over het algemeen toch wel het meest overtuigend gevonden. Veel oud-Roemeense tradities alsook woordenschat, kleding en eetgewoonten zouden van de Daciërs komen.